# خاطرات خانواده
خاطرات خانواده (ایتالیایی: Cronaca familiare) فیلمی به کارگردانی والریو زورلینی است که در سال ۱۹۶۲ منتشر شد. از بازیگران آن می‌توان به مارچلو ماسترویانی و ژاک پرن اشاره کرد.
این فیلم موفق شد جایزهٔ شیر طلایی جشنواره فیلم ونیز را از آنِ خود کند.